# Dyckia hohenbergioides
Dyckia hohenbergioides là một loài thực vật có hoa trong họ Bromeliaceae. Loài này được Leme & Esteves mô tả khoa học đầu tiên năm 1998.